# المزهر (إب)
المزهر هي إحدى قرى الجمهورية اليمنية. تتبع جغرافيا لمحافظة إب وإداريًا لمديرية مذيخرة. يبلغ تعداد سكانها 2574 نسمة حسب الإحصاء الذي أجري عام 2004.